# Alyson Noël
Pour les articles homonymes, voir Noël (homonymie).
Œuvres principales
- Série Éternels
- Série Radiance
- Série Les Chasseurs d'âmes

Alyson Noël, née le 3 décembre 1965 à Laguna Beach en Californie, est une écrivaine américaine. Elle est l'auteur de la saga littéraire Éternels.

## Biographie
Alyson Noël a grandi dans le comté californien d'Orange, où elle a fréquenté l'école élémentaire Richard Nixon pendant deux ans. Elle a vécu sur l'île grecque de Myconos à la sortie du lycée, puis a déménagé à New York dans le quartier de Manhattan pour exercer le métier d'hôtesse de l'air chez Delta Air Lines, une grande compagnie aérienne. Elle vit aujourd'hui à Laguna Beach, en Californie. Elle a exercé différentes professions avant de se consacrer à la littérature : babysitter, vendeuse dans un grand magasin, responsable administratif, bijoutière, peintre sur t-shirts, hôtesse d'accueil... Elle passe la plupart de son temps libre à voyager pour s'évader de son cadre de vie urbain.

## Carrière
C'est la lecture du livre Dieu, tu es là ? C'est moi, Margaret de Judy Blume, qui lui a insufflé l'envie d'écrire. Son premier roman, Faking 19, explore le mode de vie des adolescents contemporains.

## Œuvres

### SérieÉternels
1. Evermore, Michel Lafon, 2009 ((en) Evermore, 2009)
2. Lune bleue, Michel Lafon, 2010 ((en) Blue Moon, 2009)
3. Le Pays des ombres, Michel Lafon, 2010 ((en) Shadowland, 2009)
4. La Flamme des ténèbres, Michel Lafon, 2011 ((en) Dark Flame, 2010)
5. Une étoile dans la nuit, Michel Lafon, 2011 ((en) Night Star, 2010)
6. Pour toujours, Michel Lafon, 2012 ((en) Everlasting, 2011)

### SérieRadiance
Cette série a ensuite été rééditée sous le titre La Seconde Vie de Riley Bloom.
1. Ici et maintenant, Michel Lafon, 2011 ((en) Radiance, 2010)
2. Éclats, Michel Lafon, 2011 ((en) Shimmer, 2010)
3. Au cœur des rêves, Michel Lafon, 2012 ((en) Dreamland, 2011)
4. Murmure, Michel Lafon, 2013 ((en) Whisper, 2012)

### SérieLes Chasseurs d'âmes
1. Destinés, Michel Lafon, 2013 ((en) Fated, 2012)
2. Écho, Michel Lafon, 2013 ((en) Echo, 2012)
3. Mystique, Michel Lafon, 2014 ((en) Mystic, 2013)
4. Horizon, Michel Lafon, 2014 ((en) Horizon, 2013)

### SérieThe Beautiful Idols
1. Rivalité, Harlequin, coll. « Mosaïc », 2017 ((en) Unrivaled, 2016)
2. Blacklist, Harlequin, coll. « Mosaïc », 2017 ((en) Blacklist, 2017)

### SérieStealing Infinity
1. Stealing Infinity, Michel Lafon, 2023 ((en) Stealing Infinity, 2022)
2. Ruling Destiny, Michel Lafon, 2023 ((en) Ruling Destiny, 2023)
3. (en) Chasing Eternity, 2024

### Romans indépendants
- Menteuse à mi-temps, Michel Lafon, 2015 ((en) Faking 19, 2005)
- Reines du lycée, Fleuve noir, 2006 ((en) Art Geeks and Prom Queens, 2005)
- (en) Laguna Cove, 2006
- Emmène-moi au ciel, Fleuve noir, 2008 ((en) Fly Me to the Moon, 2006)
- Petits bugs entre amies, Michel Lafon, 2013 ((en) Kiss & Blog, 2007)
- Il faut sauver Zoé, Michel Lafon, 2014 ((en) Saving Zoë, 2007)
- (en) Cruel Summer, 2008
- L'Été où ma vie a changé, Michel Lafon, 2014 ((en) Forever Summer, 2011)Contient les deux romans Rendez-vous manqué (Cruel Summer) et Une fille qui fait des vagues (Laguna Cove)
- Le plus beau des vœux, Michel Lafon, 2017 ((en) Five Days of Famous, 2016)
- L'Étrange Ville de Grimsly, Michel Lafon, 2018 ((en) The Bone Thief, 2017)

### Nouvelles
- Bring Me to Life, Hachette, 2011 ((en) Bring Me to Life, 2010)(en) dans l'anthologie Lilith